# Candlewood Lake (Ohio)
Candlewood Lake é um lugar designado pelo censo localizado no condado de Morrow no estado estadounidense de Ohio. No Censo de 2010 tinha uma população de 1.147 habitantes e uma densidade populacional de 172,79 pessoas por km².

## Geografia
Candlewood Lake encontra-se localizado nas coordenadas 40° 37′ 15″ N, 82° 46′ 27″ O. Segundo o Departamento do Censo dos Estados Unidos, Candlewood Lake tem uma superfície total de 6.64 km², da qual 5.84 km² correspondem a terra firme e (12.06%) 0.8 km² é água.

## Demografia
Segundo o censo de 2010, tinha 1.147 habitantes residindo em Candlewood Lake. A densidade populacional era de 172,79 hab./km². Dos 1.147 habitantes, Candlewood Lake estava composto pelo 97.82% brancos, 0.35% eram afroamericanos, 0.44% eram amerindios, 0.44% eram asiáticos, 0% eram insulares do Pacífico, 0.17% eram de outras raças e 0.78% pertenciam a duas ou mais raças. Do total da população 0.7% eram hispanos ou latinos de qualquer raça.